# Yael van der Wouden
Yael van der Wouden (Tel Aviv, 1987) is een Nederlandse queer schrijfster. Haar eerste roman, The Safekeep (2024), stond op de shortlist voor de Booker Prize van 2024 en won de Women's Prize for Fiction 2025.

## Levensloop
Van der Wouden heeft een Israëlische moeder en een Nederlandse vader, en groeide op in Nederland. Op haar dertiende kwam ze erachter dat ze intersekse is; in de speech die ze gaf bij de toekenning van de Women's Prize for Fiction (juni 2025), zei ze: "the long and the short of it is that hormonally I am intersex" ("om een lang verhaal kort te maken: ik ben hormonaal intersekse"). Van der Wouden omschrijft zichzelf als queer.
Ze studeerde vergelijkende literatuurwetenschap aan de Universiteit Utrecht en aan State University of New York (SUNY), in het universiteitscentrum Binghamton.
Van der Wouden geeft les in creatief schrijven, verhalen vertellen en literatuur, en heeft gedoceerd aan onder andere de Rietveld Academie, de Universiteit Maastricht en de Universiteit Utrecht. Ze was in 2017 samen met Sayonara Stutgard en Thalia Ostendorf oprichter van de in Amsterdam gevestigde, intersectioneel feministische uitgeverij Chaos.

## Werk
Van der Woudens essay On (Not) Reading Anne Frank werd in 2018 gepubliceerd in The Best American Essays en kreeg een eervolle vermelding. Het essay "onderzoekt de manieren waarop die totemische, sentimentele figuur (Anne Frank) weinig ruimte over laat voor [Van der Woudens] eigen verkenningen van haar Nederlands-Joodse identiteit". 
Haar eerste roman, The Safekeep (2024), is het verhaal van Isabel, die vijftien jaar na het einde van de Tweede Wereldoorlog in het huis van haar overleden ouders woont, en Eva, de partner van haar broer, die in de zomer komt logeren: "Wat er tussen de twee vrouwen gebeurt, leidt tot een openbaring die alles wat ze ooit gekend heeft dreigt te ontrafelen". Ze schreef het verhaal in het Engels. Het boek werd in het Nederlands vertaald door Fannah Palmer en Roos van de Wardt met als titel De bewaring (uitgeverij Chaos, 2024). The Observer schreef dat de auteur "dit verhaal van historische afrekening (of het vermijden ervan) verweeft met een verslag van Isabels individuele en seksuele ontwaken". The Guardian noemde het "Een indrukwekkend debuut, de krachtige slotakte van het boek geeft een toch al zware emotionele situatie een extra laag historisch gewicht". The New York Times omschreef het boek als "Een erotisch verhaal van liefde en obsessie in het Amsterdam van de jaren zestig".
Om het boek werd fel gestreden door negen uitgevers voor de Britse editie en tien voor de Verenigde Staten.

## Prijzen en nominaties
De korte verhalen van Van der Wouden werden genomineerd voor de Best of the Net, Best Small Fictions en de Pushcart Prize. The Safekeep stond op de shortlist voor de Booker Prize van 2024. Het was de eerste titel op de shortlist van een Nederlandse auteur en de enige debuutroman op de shortlist van 2024.
In juni 2025 werd voor The Safekeep de Women's Prize for Fiction toegekend aan Van der Wouden, een Britse prestigieuze literatuurprijs.
- Bibsys: 1707991623179
- Gemeinsame Normdatei: 1324001402
- Library of Congress Control Number: no2023110868
- Nationale Bibliotheek van Tsjechië: xx0324408
- Nationale Bibliotheek van Israël: 987013145075405171
- Nederlandse Thesaurus van Auteursnamen: 440246156
- Virtual International Authority File: 39169818748020172061